# Gmina Kumanowo
Gmina Kumanowo (mac. Општина Куманово) – gmina w północnej Macedonii Północnej.
Graniczy z gminami: Lipkowo, Ilinden i Gmina Araczinowo od zachodu,  Sweti Nikołe i Petrowec od południa, Staro Nagoriczane i Kratowo od wschodu oraz z Serbią od północy.
Skład etniczny
- 58,29% – Macedończycy
- 25,87% – Albańczycy
- 8,56% – Serbowie
- 4,03% – Romowie
- 3,25% – pozostali

W skład gminy wchodzą:
- miasto: Kumanowo;
- 47 wsi: Agino Seło, Bedińe, Belakowce, Biłanowce, Brzak, Wakw, Wince, Gabresz, Gorno Końare, Gradiszte, Dłga, Dobroszane, Dowezaane, Dołno Końare, Żiwińe, Zubowce, Jaczince, Karabiczane, Kłeczewce, Kokoszińe, Kolicko, Kosmatac, Kutlibeg, Kuczkarewo, Kszańe, Łopate, Lubodrag, Murgasz, Nowo Seło, Nowoselane, Oraszac, Pezowo, Proewce, Pczińa, Reżanowce, Reczica, Romanowce, Skaczkowce, Sopot, Studena Bara, Suszewo, Tabanowce, Tromega, Umin Doł, Czerkezi, Czetirce, Szupli Kamen.